# 金刚砂车针
金刚砂车针是一类打磨用的工具，一般由金属柄和结合有天然金刚石或人造金刚石的工作头组成。在宝石行业和牙科有着广泛的应用。ISO根据所使用金刚石粉末的大小分成六类，分别为特粗、粗、标准、细、特细和极细颗粒。